# Aspidaphis
Aspidaphis (лат.) — род тлей из подсемейства Aphidinae. 2 вида.

## Описание
Мелкие насекомые, длина 1,3 — 2,0 мм. Включает два вида с 5-члениковыми усиками, редуцированными трубочками (как у крылатых особей, так и у бескрылых форм аптериев), очень короткими волосками и 8-м тергитом брюшка, образующим большой куполообразный супракаудальный отросток. Неполовозрелые особи имеют шиповатые задние голени. Ассоциированы с растениями рода Горец (Polygonum) и Овсяница красная (Festuca rubra). Северная Америка, Европа, Азия. Род был впервые описан в 1917 году.
- Aspidaphis Gillette, 1917
  - Aspidaphis adjuvans (Walker, 1848)[3][4]
    - Вид был многократно описан под другими названиями, сведёнными к нему в синонимы:
 Aspidaphis aciculansucta Zhang, Guangxue & Qiao, 2002[5]
Aspidaphis adjuvans rowei Knowlton & C.F. Smith, 1936[6]
Aspidaphis polygoni Schouteden, 1907
Aspidaphis polygoni (Walker, F., 1848)
Aspidaphis avicularisucta Zhang, Guangxue, Xiaolin Chen, Tiesen Zhong & Jing, 1999[7]

  - Aspidaphis porosiphon Börner, 1950[8]